# أحمد ياسين
أحمد إسماعيل ياسين (28 يونيو 1936 – 22 مارس 2004) داعية، ومجاهد، من أعلام الدعوة الإسلامية في فلسطين ومؤسس ورئيس أكبر جامعة إسلامية فيها المجمع الإسلامي في غزة، ومؤسس حركة المقاومة الإسلامية (حماس) وزعيمها حتى وفاته. ولد في قرية الجورة التابعة لقضاء المجدل جنوبي عسقلان. لجأ مع أسرته إلى قطاع غزة بعد حرب 1948. أصابه حادث في شبابه أثناء ممارسته للرياضة نتج عنه شلل تام لجميع أطرافه. عمل مدرساً للغة العربية والتربية الإسلامية ثم عمل خطيباً ومدرساً في مساجد غزة. أصبح في ظل الاحتلال الإسرائيلي أشهر خطيب عرفه قطاع غزة لقوة حجّته وجسارته في الحق.
شارك وهو في العشرين من عمره في المظاهرات التي اندلعت في غزة احتجاجاً على العدوان الثلاثي الذي استهدف مصر عام 1375 هـ الموافق عام 1956 وأظهر قدراتٍ خطابية وتنظيمية ملموسة. بعد هزيمة 1967م - 1386هـ التي احتلت فيها إسرائيل كل الأراضي الفلسطينية بما فيها قطاع غزة استمر أحمد ياسين في إلهاب مشاعر المصلين من فوق منبر مسجد العباسي الذي كان يخطب فيه لمقاومة المحتل، ويجمع التبرعات والمعونات لأسر الشهداء والمعتقلين، ثم عمل رئيساً للمجمع الإسلامي بغزة. واعتقل الشيخ أحمد ياسين عام 1403 هـ الموافق عام 1983 بتهمة حيازة أسلحة وتشكيل تنظيمٍ عسكري والتحريض على إزالة الدولة اليهودية من الوجود، وأصدرت عليه إحدى المحاكم الإسرائيلية حكماً بالسجن 13 عاماً. أفرج عنه عام 1405هـ الموافق عام 1985 في عملية تبادل للأسرى بين سلطات إسرائيل والجبهة الشعبية لتحرير فلسطين – القيادة العامة.
أثناء دراسته بجامعة الأزهر في القاهرة تعرف علي دعوة وفكر الإخوان المسلمين وشارك في إنشاء فرع فلسطيني لجماعة الإخوان المسلمون.  وفي عام 1973 تأسست الجمعية الخيرية الإسلامية في غزة على يد الشيخ أحمد ياسين. وفي عام 1984 سُجن هو وآخرون بتهمة تخزين الأسلحة سراً، ولكن في عام 1985
كجزء من اتفاقية جبريل. في عام 1987 خلال الانتفاضة الأولى، وبعد خروجه من السجن شارك في تأسيس حماس مع عبد العزيز الرنتيسي، واصفًا إياها في الأصل بـ «الجناح العسكري» للإخوان المسلمين الفلسطينيين، وأصبح زعيمها الروحي. ومع تصاعد الانتفاضة بدأ السلطات الإسرائيلية التفكير في وسيلةٍ لإيقاف نشاط أحمد ياسين فقامت في عام 1408هـ - 1988م بمداهمة منزله وتفتيشه، وهددته بالنفي إلى لبنان، ثم ألقت القبض عليه مع المئات من أبناء الشعب الفلسطيني عام 1409هـ - 1989م في محاولة لوقف المقاومة المسلحة التي أخذت آنذاك طابع الهجمات بالسلاح الأبيض على الجنود والمستوطنين واغتيال العملاء. في عام 1411هـ - 1991م أصدرت إحدى المحاكم الإسرائيلية حكماً بسجنه مدى الحياة إضافة إلى 15 عاماً أخرى بتهمة التحريض على اختطاف وقتل جنودٍ إسرائيليين وتأسيس حركة حماس وجهازيها العسكري والأمني. وفي عام 1417هـ - 1997م أُفرج عنه بموجب اتفاقٍ جرى التوصل إليه بين الأردن وإسرائيل على إثر العملية الفاشلة التي قام بها الموساد في الأردن، والتي استهدفت حياة خالد مشعل رئيس المكتب السياسي لحركة حماس.
قُتل الشيخ أحمد ياسين في هجوم صاروخي شنته الطائرات الإسرائيلية عليه وعلى من معه من مساعدين. حيث قصفت الطائرات الشيخ أحمد ياسين أثناء عودته على كرسيه المتحرك بعد أداء صلاة الفجر بمسجد المجمع الإسلامي القريب من منزله. تمتع الشيخ أحمد ياسين بموقع روحي وسياسي متميز في صفوف المقاومة الفلسطينية، مما جعل منه واحداً من أهم رموز العمل الوطني الفلسطيني طوال القرن العشرين.

## النشأة
ولد أحمد إسماعيل ياسين في قرية تاريخية عريقة تسمى جورة عسقلان التابعة لقضاء مدينة المجدل - التي تقع على بعد 20 كيلو متر شمالي غزة - في شهر يونيو من عام 1936 وهو العام الذي شهد أول ثورة مسلحة ضد النفوذ الصهيوني المتزايد داخل الأراضي الفلسطينية مات والده وعمره لم يتجاوز ثلاث سنوات وكني في طفولته بأحمد سعدة نسبة إلى أمه السيدة سعدة عبد الله الهبيل لتمييزه عن أقرانه الكثر من عائلة ياسين الذين يحملون اسم أحمد. كان أحمد ياسين يبلغ من العمر 12 عاماً حين وقعت نكبة فلسطين عام 1948 وهاجرت أسرته إلى غزة مع عشرات آلآف الأسر التي طردتها العصابات الصهيونية. تعرض وهو في السادسة عشرة من عمره لحادثة أثرت في حياته كلها، فقد أصيب بكسر في فقرات العنق إثر مصارعة ودية بينه وبين أحد زملائه عام 1371هـ - 1952 وبعد 45 يوماً من وضع رقبته داخل جبيرة من الجبس اتضح بعدها أنه مصاب بشلل رباعي. ولم يخبر أحمد ياسين أحداً ولا حتى أسرته، بأنه أصيب أثناء مصارعة أحد رفاقه خوفاً من حدوث مشاكل عائلية بين أسرته وأسرة رفيقه، ولم يكشف عن ذلك إلا عام 1989. ونتيجة لذلك كان أحمد ياسين لا يقدر على تحريك الأشياء إلا بلسانه فقط.
وبعد إصابته بالشلل كرس أحمد ياسين شبابه لطلب العلوم الإسلامية، حيث درس في جامعة الأزهر في القاهرة. وكانت القاهرة هي المكان الذي تشكل فيه إيمان أحمد ياسين بأن فلسطين أرض إسلامية حتى يوم القيامة، وليس لأي زعيم عربي الحق في التخلي عن أي جزء من هذه الأرض. ورغم تعرضه إلى شلل شبه كامل في جسده تطور لاحقاً إلى شلل كامل إلا أنه لم يثنه الشلل عن مواصلة تعليمه وصولاً إلى العمل مدرساً للغة العربية والتربية الإسلامية في مدارس وكالة الغوث بقطاع غزة. وانتظم الشيخ ياسين في صفوف جناح المقاومة الفلسطيني، ولكنه لم يشتهر إلا في الانتفاضة الفلسطينية الأولى التي اندلعت عام 1987 حيث أصبح رئيساً لتنظيم إسلامي جديد هو حركة المقاومة الإسلامية أو اختصاراً حماس.
الحالة الصحية
وقد عانى أحمد ياسين إضافة إلى الشلل التام من أمراض عديدة منها فقدان البصر في العين اليمنى بعدما أصيبت بضربة أثناء جولة من التحقيق على يد المخابرات الإسرائيلية فترة سجنه، وضعف شديد في قدرة إبصار العين اليسرى، والتهاب مزمن بالأذن وحساسية في الرئتين وبعض الأمراض والالتهابات المعوية الأخرى. وقد أدى سوء ظروف اعتقاله إلى تدهور حالته الصحية مما استدعى نقله إلى المستشفى مرات عدة، بل تدهورت صحة أحمد ياسين أكثر بسبب اعتقاله وعدم توفر رعاية طبية ملائمة له.
النكبة والمدرسة

عايش أحمد ياسين الهزيمة العربية الكبرى المسماة بالنكبة عام 1948 وكان يبلغ من العمر آنذاك 12 عاماً وخرج منها بدرس أثّر في حياته الفكرية والسياسية فيما بعد مؤداه أن الاعتماد على سواعد الفلسطينيين أنفسهم عن طريق تسليح الشعب أجدى من الاعتماد على الغير سواء كان هذا الغير الدول العربية المجاورة أو المجتمع الدولي. ويتحدث أحمد ياسين - قبل اغتياله - عن تلك الحقبة فيقول:
التحق أحمد ياسين بمدرسة الجورة الابتدائية وواصل الدراسة بها حتى الصف الخامس، لكن النكبة التي ألمت بفلسطين وشردت أهلها عام 1948 لم تستثن هذا الطفل الصغير فقد أجبرته على الهجرة بصحبة أهله إلى غزة، وهناك تغيرت الأحوال وعانت الأسرة -شأنها شأن معظم المهاجرين آنذاك- مرارة الفقر والجوع والحرمان، فكان يذهب إلى معسكرات الجيش المصري مع بعض أقرانه لأخذ ما يزيد عن حاجة الجنود ليطعموا به أهلهم وذويهم، وترك الدراسة لمدة عام 1949 - 1950 ليعين أسرته المكونة من سبعة أفراد عن طريق العمل في أحد مطاعم الفول في غزة ثم عاود الدراسة مرة أخرى.

## العمل
كان أحمد ياسين في العاشرة من عمره عندما كان البريطانيون يجلبون اليهود من كل أصقاع الأرض لينشروهم في فلسطين وليؤسسوا بسطوة القوة دولة إسرائيل في عام 1948. أنهى أحمد ياسين دراسته الثانوية في العام الدراسي 1957 - 1958 ونجح في الحصول على فرصة عمل رغم الاعتراض عليه في البداية بسبب حالته الصحية، كان معظم دخله من مهنة التدريس يذهب لمساعدة أسرته. إضافة إلى هذا شارك أحمد ياسين وهو في العشرين من العمر في المظاهرات التي اندلعت في غزة احتجاجاً على العدوان الثلاثي الذي استهدف مصر عام 1956 وأظهر قدرات خطابية وتنظيمية ملموسة، حيث نشط مع رفاقه في الدعوة إلى رفض الإشراف الدولي على غزة مؤكداً ضرورة عودة الإدارة المصرية إلى هذا الإقليم. وأيد قيادة الحاج أمين الحسيني لمسيرة النضال الوطني الفلسطيني.
وبعدما أصبح أحمد ياسين مدرساً حاول إكمال مسيرته التعليمية بيد أن ظروفه الحياتية كانت الأقوى وكانت السبب الأول والأخير في استمراره في التعليم. ولكن على الرغم من ذلك فقد عمل منذ صغره على خدمة المجتمع الفلسطيني من كافة النواحي وأولها النواحي الاجتماعية فعمل رئيساً لجمعية المجمع الإسلامي التي لها تاريخ عريض في خدمة القضية الفلسطينية والشعب الفلسطيني. وكانت مفاجأة حين أصبح مرجعاً للجميع حتى الطلاب المعادين للإسلام ولكنه لم يكتف بالتدريس بل أخذ يجمع الطلاب المتميزين ويحولهم إلى المساجد ليكمل لهم دروسهم ويقيم لهم الأنشطة الثقافية والرياضية والاجتماعية وأنشأ الجامعة الإسلامية وكانت له زيارات ومحاضرات كثيرة وكان له وجوده المستمر في كل مناسبة.

### السلطة المصرية والإخوان المسلمون

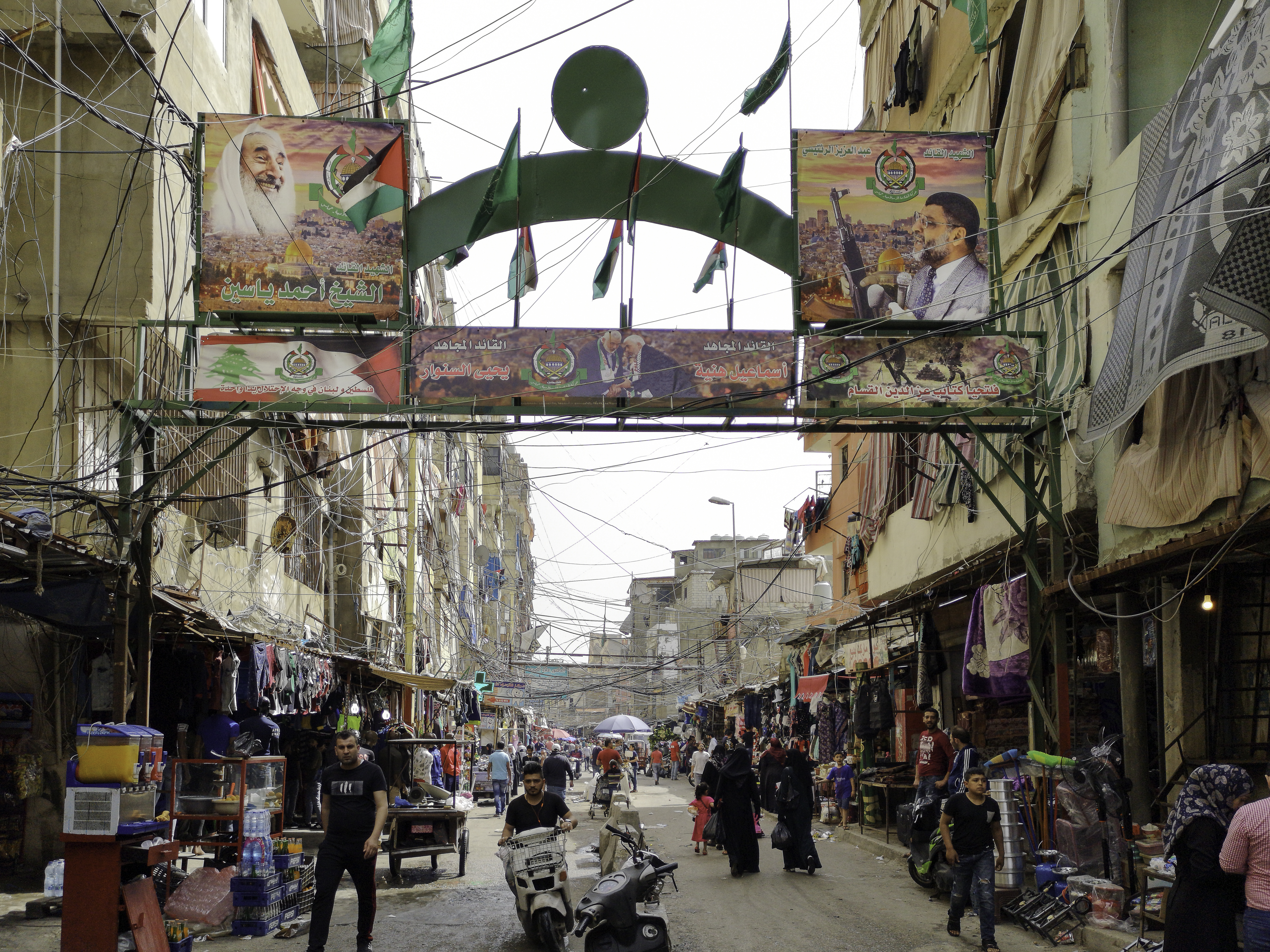
صورة أحمد ياسين والرنتيسي منظر في شارع بمخيم شاتيلا للاجئين.

أثناء فترة الخمسينات والستينات كان المد القومي قد بلغ مداه فيما أعتقل أحمد ياسين من قبل السلطات المصرية التي كانت تشرف على غزة بتهمة الانتماء لجماعة الإخوان المسلمين وعندما كان رجالات الحركة في قطاع غزة يغادرون القطاع هرباً من بطش جمال عبد الناصر كان الشيخ أحمد ياسين قد قرر البقاء.

كانت مواهب أحمد ياسين الخطابية قد بدأت تظهر بقوة ومعها بدأ نجمه يلمع وسط دعاة غزة الأمر الذي لفت إليه أنظار المخابرات المصرية العاملة هناك فقررت عام 1965 اعتقاله ضمن حملة الاعتقالات التي شهدتها الساحة السياسية المصرية والتي استهدفت كل من سبق اعتقاله من جماعة الإخوان المسلمين عام 1954. وظل حبيس الزنزانة الانفرادية قرابة شهر ثم أفرج عنه بعد أن أثبتت التحقيقات عدم وجود علاقة تنظيمية بينه وبين الإخوان. وقد تركت فترة الاعتقال في نفسه آثاراً مهمة لخصّها بقوله:

## داعية نشيط
قبل أن يكون الشيخ مجاهداً كان داعياً إسلامياً ومتحدثاً وخطيباً. قال أ.د.نزار ريان (أحد تلامذته): أوّل ما بدأ الشيخ به الدعوة الصغار والناشئة، فكان يمارس الدّعوة في محيط عمله المدرسة التي كان يعمل بها، فكان يتأخّر ببعض الطلاب بُعيد انقضاء الدراسة، يعلّمهم الصلاة والآداب، وتلاوة القرآن. وقال: وصار الشيخ يتدرّج بهم، فبعد التزام الصلاة، وتعلّم القرآن، صار يعوّدهم صيام النوافل، وبخاصّة الإثنين والخميس، وإذ بالأهالي يأتون إلى المدرسة محتجّين! (وكان الناس في بُعدٍ عن الدين لا يوصف من قلّة صلاة وصوم وقراءة قرآن). قالوا: «اسمع يا شيخ.. أمّا الصلاة فرضيناها، وقراءة القرآن محمودة.. وأما صيام الإثنين والخميس فهذا فوق الطاقة!».
وكان يطوف المدن والقرى الفلسطينية رغم شلله. ومن أحد القصص التاريخية أنه خرج يوماً مع أ.د نزار ريان. فقد روى نجل نزار ريان براء نزار ريان بعد وفاة والده في سيرته:
قال: ولم يكن للشيخ عَـرَبة (كرسي للمقعدين) كما أصبح له لاحقاً، وكنت أحمله على يديّ حملاً.
قال أبي: فبينما أنا أمشي في بعض طرق تلك البلدة، والشيخ على يديّ.. وإذ بأحدهم يضع في يد الشيخ قطعة عملة قليلة القيمة.
قال الراوي: يظنّ أنهما محتاجان يتسوّلان.
قال والدي: فغضبت غضباً شديداً، وهممت بالرّجل أريد أن أردّ لشيخنا الكرامة.

وكان الشيخ ياسين يردد: 

## تعليقه على «الثورة الإيرانية الإسلامية»
| نحن لا نعتبر إيران دولة مشبوهة، إيران تقف مع القضية الفلسطينية طول تاريخها، إن الذي يقف معنا نحن نشكره، والذي يدافع عن قضيتنا نشكره والذي يؤيدنا نشكره، حتى لو كانت دولة غربيةً، دولةً شرقيةً. |
| —أحمد ياسين |

لمّا قامت الثورة الإيرانية الإسلامية، انشدّ لها بعض النّاس كونها ثورة شعبية على طاغوت، ولأنها ترفع شعار الإسلام. ولكنّ الشيخ ياسين قال: «يا أولاد.. هؤلاء شيعة !» ورُوُيَ عنه قوله «نحن والشيعة تقاطع مصالح لا تحالف»، وفي يوم 24 نيسان عام 1998، زار أحمد ياسين عدة دول، منها إيران، وقد أعرب عن سعادته في إيران وأعلن تقديره لدعمهم للشعب الفلسطيني وقضيته.

## المقاومة

### حرب عام 1967
بعد هزيمة عام 1967 التي احتلت فيها إسرائيل كل الأراضي الفلسطينية بما فيها قطاع غزة استمر أحمد ياسين في إلهاب مشاعر المصلين من فوق منبر مسجد العباس بحي الرمال الذي كان يخطب فيه لمقاومة المحتل الإسرائيلي وفي الوقت نفسه نشط في جمع التبرعات ومعاونة أسر الشهداء والمعتقلين. ثم عمل بعد ذلك رئيساً للمجمع الإسلامي في غزة. ثم سرعان ما آمن بأفكار جماعة الإخوان المسلمين التي تأسست في مصر على يد حسن البنا عام 1928 والتي تدعو إلى فهم الإسلام فهماً صحيحاً والشمول في تطبيقه في شتى مناحي الحياة. ويعتبر أحمد ياسين زعيم هذه الجماعة في فلسطين. تشبعت شخصيته بفكر حركة الاخوان المسلمين الذي يدعو إلى الوسطية والشمولية ويتبنى نظرية أن الإسلام سيف ومصحف. انتمى إليها في العام 1955 وآل إليه أمر قيادة الجماعة في فلسطين في العام 1968. ورافقه في رحلته الدعوية والجهادية الطويلة الحاج محمد عبد خطاب النجار وشاركه في تأسيس الجامعة الإسلامية وجمعية المجمع الإسلامي وجمعية الرحمة الخيرية ومستشفى دار السلام بخان يونس. وكان النجار ممثلاً عن مدينة خان يونس في الهيئة الإدارية الأولى للإخوان المسلمين في قطاع غزة فترة الخمسينات والستينات والسبعينات من القرن الماضي، كما التأم في بيته مجلس شورى الإخوان المسلمين في قطاع غزة على مدار عشرات السنوات الماضية وفي أصعب الظروف.

### تأسيس حركة حماس

علم حركة حماس

اتفق أحمد ياسين عام 1987 مع مجموعة من قادة العمل الإسلامي الذين يعتنقون أفكار الإخوان المسلمين في قطاع غزة على تكوين تنظيم إسلامي لمحاربة إسرائيل بغية تحرير فلسطين أطلقوا عليه اسم حركة المقاومة الإسلامية المعروف اختصاراً باسم حماس. وكان لها دور مهم في الانتفاضة الفلسطينية التي اندلعت آنذاك والتي اشتهرت بانتفاضة المساجد ومنذ ذلك الوقت وأحمد ياسين اعتبر الزعيم الروحي لتلك الحركة. كان تأسيس حركة حماس مع اندلاع الانتفاضة الفلسطينية عام 1987 نقلة نوعية في حياة أحمد ياسين وفي تاريخ القضية الفلسطينية حيث قلبت الحركة المعادلة من خلال تنظيمها القوي، نجح ياسين في نشر فكرة الحركة الإسلامية في كافة أنحاء دول العالم من خلال مواقفه وإصراره على حقوق الشعب الفلسطيني في الوطن ولمّ الشتات حتى وصل الأمر بخروج العديد من القادة السياسيين وغيرهم عن صمتهم والإعراب عن إعجابهم بأحمد ياسين وبطريقته في عرض القضية الفلسطينية وحقوق شعبه وهموم الناس. بل أيقظ همة الأمة وأعاد الاعتبار للجهاد في فلسطين وأحيى هذه الفريضة التي كادت أن تموت.

#### السياسة الداخلية
عمل أحمد ياسين ضمن إيمانه العميق بهذا المنهج على إنشاء بداية عمل جهادي يصيب من اليهود مقتلاً وينكأ فيهم جراحاً ففي عام 1984 اعتقل أحمد ياسين وقال عنه القاضي أنه رجل ذو تأثير فحكم عليه بثلاثة عشر عاماً لكنه خرج بعد أحد عشر شهراً في عملية تبادل أسرى وما هما إلا عامان من خروجه حتى كانت الثورة الكبرى في تاريخ فلسطين ففي 28 ديسمبر عام 1987 كانت الانتفاضة الفلسطينية الأولى وظهرت حماس لتعلن بيانها الأول أن فلسطين أرض وقف إسلامية لا يمكن تقاسمها مع اليهود وبدأت العمليات ضد إسرائيل وتتوجه الأنظار مباشرة إلى أحمد ياسين كمؤسس للمقاومة الإسلامية وهكذا لم يبق في الميدان إلا أبناء حماس والمخلصون من أبناء القوى الفلسطينية يقودهم أحمد ياسين. وكم مرة حاول اليهود إقناعه بإيقاف الانتفاضة ولكنه داعية يعرف الطريق فنادى رب السجن أحب إلي مما يدعونني إليه ولقد شعرت السلطات الإسرائيلية بخطورته ففي 18 مايو عام 1989 اعتقلت أحمد ياسين ظانة أنها بذلك تخفي شمس تأثيره وبعد 29 شهراً من الاعتقال كانت المحاكمة 16 أكتوبر عام 1991 حيث حكم عليه بالسجن مدى الحياة إضافة إلى 15 عاماً. وأدخل ياسين إلى المدرسة اليوسفية فكان كما هو صابراً متجلداً فكان حراً وكانوا هم المساجين.

#### السياسة الخارجية
سعى أحمد ياسين إلى المحافظة على علاقات طيبة مع السلطة الوطنية الفلسطينية والدول العربية الأخرى. إيماناً منه بأن الفرقة تضر بمصالح الفلسطينيين. ولكنه لم يساوم أبداً فيما يخص موضوع التوصل إلى سلام مع إسرائيل. حيث كان يكرر دائماً: «أن ما يسمى بالسلام ليس سلاماً بالمرة ولا يمكن أن يكون بديلاً للجهاد والمقاومة.» وهاجم نتائج قمة العقبة عام 2003 في الأردن والتي حضرها زعماء إسرائيليون وأمريكيون علاوة على رئيس الوزراء آنذاك محمود عباس الذي تعهد بإنهاء العنف. وكانت مجموعات مسلحة مثل حماس قد أعلنت هدنة مؤقتة كإجراء أولي لكن هذه الهدنة انهارت في يوليو بعد أن قتلت القوات الإسرائيلية اثنين من أعضاء حماس في مداهمة على مخيمٍ للاجئين. يمكن القول بأن حماس تمكنت من بناء قاعدة صلبة من التأييد الجماهيري من خلال الدعم المادي الذي دأبت على تقديمه للمواطنين أثناء الانتفاضة الأخيرة. فقد أسست حماس جمعيات خيرية تقوم ببناء المدارس والعيادات الطبية والمستشفيات التي تقدم خدماتها بالمجان للأسر الفقيرة كما تمكنت من الحصول على التبرعات من دول الخليج وغيرها.
وخلال انتفاضة الأقصى التي اندلعت نهاية سبتمبر عام 2000 شاركت حركة حماس بزعامة أحمد ياسين في مسيرة المقاومة الفلسطينية بفاعلية بعد أن أعادت تنظيم صفوفها وبناء جهازها العسكري حيث تتهم السلطات الإسرائيلية حماس تحت زعامة ياسين بقيادة المقاومة الفلسطينية وظلت القوات الإسرائيلية تحرض دول العالم على اعتبارها حركة ارهابية وتجميد أموالها وهو ما استجابت له أوروبا حينما خضع الاتحاد الأوروبي السبت 6 سبتمبر عام 2003 للضغوط الأمريكية والإسرائيلية وضمت الحركة بجناحها السياسي إلى قائمة المنظمات الإرهابية.

### مقاومة عنيفة
أزعج النشاط الدعوي لأحمد ياسين السلطات الإسرائيلية فأمرت عام 1982 باعتقاله ووجهت إليه تهمة تشكيل تنظيم عسكري وحيازة الأسلحة والتحريض على إزالة الدولة العبرية من الوجود وقد حوكم ياسين أمام محكمة عسكرية أصدرت عليه حكماً بالسجن لمدة 13 عاماً. لكنها عادت وأطلقت سراحه عام 1985 في إطار عملية لتبادل الأسرى بين السلطات الإسرائيلية والجبهة الشعبية لتحرير فلسطين بعد أن أمضى 11 شهراً في السجن. ومع تصاعد أعمال الانتفاضة بدأت السلطات الإسرائيلية التفكير في وسيلة لإيقاف نشاط أحمد ياسين فقامت في أغسطس من عام 1988 بمداهمة منزله وتفتيشه وهددته بالنفي إلى لبنان. ولما ازدادت عمليات قتل الجنود الإسرائيليين واغتيال العملاء الفلسطينيين قامت السلطات الإسرائيلية يوم 18 مايو من عام 1989 باعتقاله مع المئات من أعضاء حركة حماس في محاولة لوقف المقاومة المسلحة التي أخذت آنذاك طابع الهجمات بالسلاح الأبيض على الجنود الإسرائيليين ومستوطنيه واغتيال العملاء.
وفي 16 أكتوبر عام 1991 أصدرت إحدى المحاكم العسكرية حكماً بسجنه مدى الحياة إضافة إلى 15 عاماً أخرى بعد أن وجهت لياسين لائحة اتهام تتضمن 9 بنود منها التحريض على اختطاف وقتل جنود الجيش الإسرائيلي وتأسيس حركة حماس بجهازيها العسكري والأمني وبقتل كل من يتعاون مع الجيش الإسرائيلي. تم إطلاق سراحه عام 1997 في عملية استبدل بموجبها بعميلين إسرائيليين كانا قد حاولا اغتيال مسؤول حماس في عمان خالد مشعل. وقد ذاع صيته أثناء وجوده في السجن كرمز للمقاومة الفلسطينية لكن شهرته لم تصل لما وصلت إليه شهرة الرئيس الفلسطيني ياسر عرفات.
جرت عملية التبادل في الأول من أكتوبر عام 1997 بين المملكة الأردنية الهاشمية وإسرائيل في أعقاب محاولة فاشلة لاغتيال رئيس المكتب السياسي لحماس خالد مشعل في العاصمة عمان وإلقاء السلطات الأمنية الأردنية القبض على اثنين من عملاء الموساد سلمتهما لإسرائيل مقابل إطلاق سراح أحمد ياسين فأفرج عنه وعادت إليه حريته منذ ذلك التاريخ. وأبعد إلى الأردن بعد ثمانية أعوام ونصف العام من الاعتقال بتدخل شخصي من العاهل الأردني الملك حسين بن طلال. قبل أن يعود إلى غزة ويخرج عشرات الآلاف من الفلسطينيين لاستقباله. خرج أحمد ياسين من المعتقل ليعلن على مسامع العالم أجمع أن الجهاد لن يتوقف حتى تحرير كامل الأراضي الفلسطينية ولا تنازل عن حقٍ من حقوق الشعب الفلسطيني المسلم، رافضاً بكل قوة كل المبادرات والوثائق والاتفاقات التي تؤدي إلى المساومة والتفريط في الأراضي الفلسطينية لصالح الصهاينة اليهود. وخرج الشيخ ياسين في جولة علاج إلى الخارج زار خلالها العديد من الدول العربية، واستقبله بحفاوة زعماءُ عرب ومسلمون وقيادات شعبية ونقابية، ومن بين الدول التي زارها السعودية وإيران وسوريا والإمارات. رغم معاناة أحمد ياسين الشديدة من المرض وفقدان البصر تماماً في العين اليمنى تحت الضرب والتعذيب والتهاب مزمن بالأذن وحساسية الرئتين في سوء ظروف الزنازين إلا أنه كان يتحلى بالشجاعة في جلسات المحاكمة ويغيظ القضاة اليهود بقوله أنه لا يعترف بدولتهم ويرعبهم بقوله أن كيانهم إلى زوال وأنه لن يتوقف عن جمع الفلسطينيين على جهاد الصهاينة وإخراجهم. وقبل إطلاق سراح أحمد ياسين في عميلة التفاوض حاولت حماس الإفراج عنه بشتى الوسائل ومنها ما حدث في 13 ديسمبر عام 1992 حيث قامت مجموعة فدائية من مقاتلي كتائب عز الدين القسام بخطف جندي إسرائيلي قرب القدس وعرضت المجموعة الإفراج عن الجندي مقابل الإفراج عن أحمد ياسين ومجموعة من المعتقلين في السجون الإسرائيلية بينهم مرضى ومسنوّن ومعتقلون عرب اختطفتهم قوات إسرائيلية من لبنان. إلا أن السلطات الإسرائيلية رفضت العرض وقامت بشن هجوم على مكان احتجاز الجندي مما أدى إلى مصرعه ومصرع قائد الوحدة الإسرائيلية المهاجمة ومقتل قائد مجموعة الفدائيين في منزل في قرية بيرنبالا قرب القدس.

### أحداث في المعتقل
كشف ضابط سابق في استخبارات مصلحة السجون الإسرائيلية أنهم عزلوا أحمد ياسين في سجن هداريم بشروط قاسية جداً في قبو بلغت درجة حرارته في الصيف 45 درجة. وأكد المستشار النفسي والعميد السابق في الشرطة تسفيكا سيلع أنه كان الإسرائيلي الوحيد الذي التقى ياسين ضمن لقاءات أسبوعية متتالية طيلة ثلاث سنوات. وقال سيلع إن الشيخ ياسين كان يتمتع بشخصية قوية جداً ويسيطر على ما يجري داخل السجون وخارجها واحتجزناه في سجن هداريم بشروط قاسية جداً بل أذقناه الموت فحرمناه الزيارات وعزلناه طيلة خمس سنوات في قبو بلغت درجة حرارته في الصيف 45 درجة فيما ساد برد مرعب في الشتاء وامتنعنا عن تنظيف القبو. ووصف الضابط الإسرائيلي أحمد ياسين بأنه كان رجلاً حكيماً ونزيهاً جداً وسادت بينه وبين الإسرائيليين حرب دماغية وفي نهاية كل مواجهة دماغية بيننا كنا نعرف أن أحداً سيموت إما في الجانب الفلسطيني أو الإسرائيلي. حينما كنت أقول له أوقفوا تفجيرالحافلات وقتل النساء والأطفال كان يجيب:

### رفض إطلاق سراحه مقابل جثة جندي
كما كشف العميد السابق في الشرطة تسفيكا سيلع النقاب عن أن ياسين رفض مساومة إسرائيلية بإطلاق سراحه مقابل الكشف عن جثة الجندي الإسرائيلي إيلان سعدون الذي تم أسره وقتله ولم يعرف مكان دفن جثته. وقال الضابط الإسرائيلي: 
 وأضاف الشيخ ياسين - وفق رواية الضابط الإسرائيلي -: 

### الإقامة الجبرية
تابع أحمد ياسين عمله الجهادي وتخريج المقاتلين وقد أظهر الكثير من ضبط النفس وتوحيد الصف حيال الفصائل الفلسطينية خصوصاً حركة فتح ورغم الأذى الذي تلقته حركته من السلطة الفلسطينية وأجهزة أمنها ووصل الأمر لفرض الإقامة الجبرية عليه وقطع الاتصالات عن مقر إقامته المتواضع إلا أنه لم يتورط بدماء الفلسطينيين وبقي موجهاً جهود جماعته لمواجهة إسرائيل. فقد عمل أحمد ياسين على إعادة تنظيم صفوف حركة حماس من جديد عقب تفكيك بنى الحركة من قبل أجهزة أمن السلطة الفلسطينية وشهدت علاقته بالسلطة الفلسطينية فترات مد وجزر. فقد واجه محاولات إسرائيلية لتفتيت الوحدة الوطنية الفلسطينية ونسف الروابط العائلية والاجتماعية فحذر أبناء الشعب الفلسطيني من التفرقة والانقسامات لأن ذلك يؤدي إلى العنف والضياع. وبث في أوساط الناس مصطلحات جديدة للاختلاف فكان طالما يردد مقولة حسن البنا:«سنقاتل الناس بالحب» حيث لا مجال لاستخدام السلاح في الداخل الفلسطيني. ولازمه هم الوحدة حتى داخل المعتقل فأنشد لها أبيات قال فيها:
وحصر استخدام السلاح في وجه العدو الإسرائيلي فقط وأما مع الشعب الفلسطيني فالدعوة إلى الوحدة فقط. وشهدت فترات الانتفاضتين - الأولى عام 1987 والثانية عام 2000 - تكثيفاً في نشاط ياسين في مجال الإصلاح الاجتماعي وذلك سعياً منه للحفاظ على تماسك النسيج الاجتماعي الفلسطيني. وبسبب اختلاف سياسة حماس عن السلطة كثيراً ما كانت تلجأ الأخيرة للضغط على حركة حماس وفي هذا السياق فرضت السلطة الفلسطينية أكثر من مرة على أحمد ياسين الإقامة الجبرية مع إقرارها بأهميته للمقاومة الفلسطينية وللحياة السياسية الفلسطينية. فقد تواصل تحريض إسرائيل ضد أحمد ياسين حتى بلغ الأمر بهم أن حرضوا السلطة الفلسطينية عليه لفرض الإقامة الجبرية فأذعنت السلطة الفلسطينية للرغبة الإسرائيلية ولكن الجماهير الفلسطينية حالت دون استمرار الإقامة الجبرية ليخرج ياسين من جديد أمضى عزيمة وأشد إصراراً على مواصلة مسيرة الجهاد. فقد مثل أحمد ياسين مصدر إلهام كبير للأجيال الفلسطينية الصاعدة الذين خيبت العملية السلمية المتعثرة مع إسرائيل آمالهم. وقد قابل أتباع أحمد ياسين محاولات إعاقة نشاطاته بمقاومة عنيفة. ففي ديسمبر عام 2001 قتل رجل في اشتباكات مع الشرطة الفلسطينية بعد وضع أحمد ياسين تحت الإقامة الإجبارية. واندلع إطلاق النار ثانية في يونيو عام 2002 عندما أحاطت الشرطة الفلسطينية بمنزله بعد سيل من عمليات التفجير الدامية ضد إسرائيل. وحاول الجيش الإسرائيلي في سبتمبر عام 2003 اغتياله بينما كان في منزل زميله في حماس في غزة.

## اغتياله
قال أحمد ياسين في آخر مقابلة تلفزيونية معه:«إننا طلاب شهادة لسنا نحرص على هذه الحياة، هذه الحياة تافهة رخيصة، نحن نسعى إلى الحياة الأبدية.» حقق أحمد ياسين أمنيته الكبرى في الانضمام إلى مواكب الشهداء. ففي يوم 13 يونيو عام 2003 أعلنت المصادر الإسرائيلية أن أحمد ياسين لا يتمتع بحصانة وأنه عُرضة لأي عمل عسكري إسرائيلي. فتعرض في 6 سبتمبر عام 2003م الموافق يوم السبت لمحاولة اغتيال إسرائيلية حين استهدفت مروحيات الجيش الإسرائيلي شقة في حي الدرج شمال مدينة غزة بقنبلة زنة ربع طن كان يوجد بها أحمد ياسين وكان يرافقه إسماعيل هنية - رئيس الوزراء المقال حيث حلقت طائرة مقاتلة إسرائيلية من طراز اف 16 وأخرى من طراز اباتشي على مستوى منخفض في سماء المنطقة، وأطلقت قذيفة صاروخية على منزل مروان أبو رأس المحاضر في الجامعة الإسلامية المقرب من حركة حماس. سقطت القذيفة بعد لحظات من مغادرة ياسين والقيادي في الحركة إسماعيل هنية المنزل. أصيب ثلاثة فلسطينيين على الأقل بجراح في الهجوم. أصاب الصاروخ شقة في عمارة سكنية من ثلاث طوابق مما أدى إلى تدميرها بشكل كامل. إلا أن أحمد ياسين خرج منها سالماً رغم الدمار الهائل الذي لحق بالبيت. وقد خرج ياسين من هذه المحاولة أيضاً أشد إصراراً على مواصلة المسيرة الجهادية. حيث لم تكن إصاباته إلا بجروح طفيفة في ذراعه الأيمن.
وفي يوم الاثنين غرة صفر 1425هـ الموافق 22 مارس عام 2004م قامت الطائرات الإسرائيلية بإطلاق عدة صواريخ استهدفت أحمد ياسين بينما كان عائداً من أداء صلاة الفجر في مسجد المجمع القريب من منزله في حي صبرا في غزة بعملية أشرف عليها رئيس الوزراء الإسرائيلي أرئيل شارون. قامت مروحيات الأباتشي الإسرائيلية التابعة للجيش الإسرائيلي بإطلاق 3 صواريخ تجاه ياسين المقعد وهو في طريقه إلى سيارته مدفوعاً على كرسيه المتحرك من قبل مساعديه، فسقط ياسين شهيداً في لحظتها وجرح اثنان من أبنائه في العملية وقتل معه سبعة من مرافقيه. وقد تناثرت أجزاء الكرسي المتحرك الذي كان ينتقل عليه ياسين في أرجاء مكان الهجوم الذي تلطخ بدمائه ومرافقيه خارج المسجد. مما أدى أيضاً إلى تناثر جسده وتحويله إلى أشلاء وهنا ارتقت روحه إلى بارئها ومات كما كان يتمنى.
والجدير بالذكر إن أنجال الشيخ ياسين ومرافقيه قد توقعوا وفاته الطبيعية قبل حوالي 36 ساعة على اغتياله، فقد سقط الشيخ ياسين ليل السبت عن كرسيه المتحرك بعد إصابته بالتهاب رئوي حاد، نجم عنه عجز عن الكلام وضيق شديد في التنفس وحشرجة وصفير في الصدر. ونقل على الفور إلى مستشفى الشفاء، واخرج من المستشفى بعد العلاج رغم عدم تحسن صحته خوفاً على حياته بعد مشاهدة تحركات عسكرية إسرائيلية نشطة.

### عقب الاغتيال
اعترضت إسرائيل على أن يبحث مجلس الأمن قضية اغتيال أحمد ياسين بحجة أنه إرهابي. وفي نفس يوم الاغتيال ولد ستة أطفال في قرية أحمد ياسين وتسموا جميعاً بأحمد ياسين. عم الحزن والغضب كافة أرجاء العالم العربي والإسلامي وخرج عشرات الآلاف من الفلسطينيين إلى الشوارع للمشاركة في تشييع جثمان أحمد ياسين وقد صلي عليه صلاة الغائب في عددٍ كبيرٍ من مساجد العالم. نعت وأدانت الكثير من الدول وآلاف المؤسسات اغتيال أحمد ياسين، واعتبرت تلك الدول والمؤسسات أن استهداف جسده يعتبر جريمة حرب وتجاوزاً خطيراً. وقد تصاعدت التفاعلات في كافة البلدان العربية والإسلامية حيث تفننت كل جهة في تخليد ذكرى اغتياله.
شيع آلاف الفلسطينيين جثمانه ورفاقه الذين اغتيلوا معه وسط غضب ودعوات بالانتقام والثأر. وما أن شاع نبأ مقتله حتى خرج عشرات الآلاف من الفلسطينيين الغاضبين إلى الشوارع وهم يهتفون بدعوات الانتقام ومواصلة المقاومة والعمليات الفدائية. ووصف مراسلو الجزيرة الأوضاع في الضفة الغربية وقطاع غزة بأنها متوترة جداً وقالوا:«إن حالة من الغليان الشديد والصدمة تسيطر على الفلسطينيين الذين خرجوا إلى الشوارع وقاموا بمسيرات غاضبة.» ودعت المساجد في الضفة والقطاع إلى الإضراب العام وقد أخذت مكبرات الصوت في مساجد غزة تصدح بتلاوة القرآن الكريم بينما سمعت أصوات إطلاق نار في حي صبرا الذي يسكنه ياسين. وأغلقت المتاجر والمدارس بشكل تلقائي في وقت سابق في غزة. كما أعلن الحداد العام في الأراضي الفلسطينية لمدة ثلاثة أيام فيما علقت الدراسة في كافة المدارس.
تجمهر الآلاف عقب إعلان النبأ أمام ثلاجات مستشفى الشفاء بغزة حيث يرقد الشيخ. وأكد عضو المكتب السياسي لحركة المقاومة الإسلامية «حماس» عماد العلمي أن الحركة ستواصل السير على نهج شيخها أحمد ياسين وقال العلمي: «إن الشيخ الشهيد أحمد ياسين هو رمز المقاومة والجهاد والتضحية وكلنا إن شاء الله على نهجه لسائرون.»
الرمز والأسطورة
أن الشيخ ياسين له صفته الاعتبارية على الصعيد الفكري والديني، فهو شيخ مسن ومقعد وله تاريخه الكفاحي الطويل فهو زعيم روحي من شأن عملية الاغتيال أن تحيله وبسهولة إلى رمز نضالي، شأنه في ذلك، شأن الشيخ عز الدين القسام. إضافة إلى ذلك، تدرك إسرائيل، بأن قيادة حماس هي قيادة جماعية، مسؤولة فيما بين أعضائها، على نمط نظام الشورى مطوراً فأمير الجماعة الإسلامية - وهذا شأن فروع الأخوان المسلمين جميعاً - هو رأس الهرم الاستشاري، ولا رأي له دون سماع آراء الآخرين لذا فإن غياب الشيخ ياسين، رغم ثقله وأهميته، لا يعني إخلالاً في الإدارة الجماعية للحركة.

## الإرث الثقافي

### أعماله
رسالة أحمد ياسين في الحياة كانت من بين ركام الجاهلية ومع تفشي الأفكار العلمانية أخذ على عاتقه تغيير هذا الوضع وتبصير الناس بأمور دينهم، وقد كان يؤمن بأن الزمن جزء من العلاج وأن رحلة الألف ميل تبدأ بخطوة. واهتم الشيخ بالمرأة فكون المدارس النسائية وأنشأ لجان الزكاة وتوج عمله كله بإنشاء المجمع الإسلامي، ومع تعاقب الأيام أصبح المجمع مؤسسة القطاع الأولى. وهكذا بقي الشيخ مدافعاً عن الإسلام وكان يركز في كل خطوة يخطوها على نشر المعنى الصحيح لنظام متكامل وهو أن الإسلام عبادة وقيادة ومصحف وسيف وهو حياة وشهادة.

### صفاته
أحمد ياسين رجل ضعيف الجسد مكدود البنية وبالكاد يستطيع الإبصار يتهدج صوته إذا ما تكلم. وعلى الرغم من ذلك فإنه تمتع بنفوذ واسع جداً بين أوساط الفلسطينيين الذين فقدوا الأمل في عملية السلام التي لم تفعل شيئاً لتحسين الظروف التي يعيشونها تحت حكم إسرائيل. كما أن شعبيته استمرت بالتزايد. وكان آلاف المؤيدين له قد خرجوا مهللين لرؤيته بينما كان يهدد الانتقام بعد تعرضه لمحاولة اغتيال أصيب فيها بجروح في سبتمبر عام 2003 من قبل القوات الإسرائيلية. أحمد ياسين الذي يدفع عربته من البيت إلى المسجد لأنه مقعد أسس جبهة للجهاد والمقاومة تعد من أروع مدارس البطولة. إن الفكرة التي حملها أحمد ياسين تزداد انتشاراً وحركته تزداد قوة وصلابة فقد كان شمعة حرقت نفسها لتضيء للآخرين طريق العزة والكرامة والإباء. فأحمد ياسين قائد متفان مقدام وشهيد قعيد أيقظ الأمة.
عرف بين إخوانه بالتخطيط ولم يعرف بالصخب عرف بالتواضع ولم يعرف بالاستعلاء وعرفه إخوانه بصدق التوجه إلى الله. غرس البذور في حقل الله المثمر الذي تنبت في حقل الله المثمر. ظل الشيخ أحمد ياسين شامخاً لا يطأطئ رأسه راسخاً لا يتزعزع مثل رواسي الجبال. امتلك عليه حب الإسلام قلبه ونفسه وفكرة واتصف بالتقوى والورع مع الإخلاص والتواضع وسعة الصدر وثقافة واسعة جعلته الرجل الأول في القطاع بل امتد تأثيره إلى فلسطين كلها. وكان خطيباً متميزاً جسوراً صابراً على طول الطريق والمرض واثقاً من ربه.
جبلت شخصية ياسين بمشاعر الرحمة والحنان حيث توفي والده وهو في الثانية من عمره، وتحركت في عروقه مشاعر الرأفة منذ نعومة أظافره فطلب من أخيه الأكبر أن يحضر له آلة الفلافل كي يبيع ويصرف على أخواته البنات. ولم يمنعه عجز الشلل التام الذي أصابه أن يكون دوماً حنوناً مع زوجته وأبنائه وبناته. وبقيت لزوجته مكانة خاصة في برنامج حياته كافة، حتى عندما كان يجتمع مع الدكتور الرنتيسي والدكتور الزهار، كان ينادي عليها لتتحدث عن الآلام التي تشتكي منها لإراحتها نفسياً ولتقديم العلاج المتاح لها.
وكذلك جعله قلبه المفعم بالحنان يتعامل مع الآخرين برفق ورحمة، فلم يتكبر على أحد ولو كان صغيراً فقرب إليه الصغار واستمع للكبار واستوعب همومهم ولبى احتياجاتهم. كان يوزع راتبه الشهري ويقول: "أعطوا نصفه" للمحتاجين، وعندما يحضر محتاج آخر يريد المساعدة يعطيه نصف ما تبقى من المعاش". شارك ياسين جميع أبناء شعبه في معاناتهم، ورفض التميز عنهم بقليل أو كثير فرد طلب السلطة بناء بيت له "يليق بمكانته"، لأنه كان يرى بأن "هناك الكثير من الفلسطينيين بحاجة إلى بيوت" وهناك من "هدمت منازلهم أو نسفت" ولم يجدوا مأوى لهم لعدم قدرتهم على بناء مسكن يكفي أسرهم.

### صرح أحمد ياسين
فتح المنزل المتواضع في حي الصبرة بغزة أبوابه من جديد أمام الزائرين، ولكن هذه المرة كمعلم يجسد مسيرة حياة الشيخ القعيد على بسطاتها وتواضعها. ويهدف أبناء الشيخ ياسين من وراء إعادة ترميم المنزل وتحويله لصرح تاريخي بمساعدة حركة حماس، إلى إحياء ذكرى الشيخ في أذهان الجماهير العربية والإسلامية، وتعريف الأجيال بنمط حياة رمز المقاومة. ويضم صرح الشيخ أحمد ياسين كافة مقتنيات الشيخ التي تعبر بشكل جلي عن نمط وسلوك حياته اليومية.
محتويات
وبقيت تقسيمات منزل الشيخ على حالها -وفق عبد الحميد- ولم يضف إليها سوى غرفة علوية جديدة ضمت مئات الكتب التي أحضرها الشيخ خلال جولته الخارجية التي أعقبت خروجه من السجن عام 1996 ولم يتمكن من إكمال قراءتها قبل اغتياله. ويتكون منزل الشيخ ياسين من ثلاث حجرات، الأولى منها كانت بمثابة مكتب الشيخ وخصصت لاستقبال الضيوف، وهي تلي مدخل المنزل مباشرة وزينت جدرانها ببعض الصور القديمة للشيخ مع عدد من الشخصيات الوطنية الفلسطينية كالرئيس الراحل ياسر عرفات ومسؤولين فلسطينيين آخرين. وفي وسط تلك الغرفة يبرز كرسي الشيخ المتحرك ومن حوله عدد من الكراسي التي كان يجلس عليها الضيوف، وقيادات حركة حماس لدى التقائهم بالشيخ للتداول في شؤون القضية الفلسطينية وإدارة الانتفاضتين وتسيير أمور الحركة.
وتضم الحجرة الثانية سرير نوم الشيخ وما تبقى من كرسيه المتحرك الذي اغتيل على متنه، وحاملاً حديدياً كان يستخدمه بمساعدة أحد أبنائه لقراءة القرآن يومياً بعد صلاة الفجر. وذكر عبد الغني ياسين - النجل الأصغر للشيخ - أن النوم كان يغالبه في الكثير من الحالات بعد صلاة الفجر، فيصحو ليجد والده المقعد يقلب صفحات المصحف لقراءتها بلسانه خشية أن يضيع عليه ورده اليومي. وإلى جانب غرفة نوم الشيخ تقع الحجرة الثالثة وتضم مئات الكتب الدينية والثقافية التي كان يمتلكها الشيخ قبل أن يودع سجون إسرائيل نهاية الثمانينات، ويفصل ما بين الحجرتين ممر صغير استغل لوضع الهدايا والدروع التي تسلمها الشيخ من المؤسسات وعدد من الشخصيات العربية والفلسطينية. ويتولى أبناء الشيخ أحمد ياسين رعاية منزل والدهم، ويحرصون على استقبال الزوار بنفس الطريقة التي كان الشيخ يستقبل بها الناس، وهو مفتوح على مصراعيه طوال ساعات النهار لكل من أراد الاطلاع على حياة والدهم.

### ثقافة الإمام أحمد ياسين
أصدرت رابطة علماء فلسطين في قطاع غزة كتاباً بعنوان «ثقافة الإمام الشهيد أحمد ياسين» وذلك ضمن سلسلة نحو «مجتمع خلوق ومثقف» التي تصدرها، لكل من الدكتور نسيم شحدة ياسين، والدكتور يحيى علي الدجني، حيث خلص الكتاب إلى جملة من النتائج كان في مقدمتها أن أحمد ياسين كان ظاهرة فريدة من نوعها، حيث يعتبر مدرسة متكاملة يتتلمذ فيها الأصحاء والمعاقون على السواء، ويتعلمون فيها كيفية الانتصار على العجز البدني والضعف الصحي، وأن العجز الحقيقي هو عجز الإرادة وضعف العقول.
التعبير ودقة الملاحظة
إن ما يعكس ما تميز به الشيخ من الإمكانات الذهنية هو ما عرف به من النباهة ودقة الملاحظة، وهو من لوازم الشخصية القيادية التي تمتع بها الشيخ أحمد ياسين إذ يحسب عليه من الكلمات والتعبيرات والمواقف ما لا يحسب على غيره. ويمكن الوقوف على دقة الملاحظة والتعبير لدى الشيخ من خلال مواقف عديدة أبرزها عام1987 خـلال فترة اعتقال الشيخ الأولى، أجرت الصحافة عـدة لقـاءات معه وكان من أهداف إحدى المقابلات إحراج الشيخ أمام الرأي العام العالمي، وذلك إذا نجحوا في استدراجه لما يريدون من التعبيرات والتصريحات. ومن ذلك أدت إحدى العمليات الاستشهادية داخل باص يهودي داخل الخط الأخضر إلى مقتل واحد وعشرين جنديا يهوديا في بيت ليد، فسئل الشيخ أمام التلفاز عن رأيه فـي هـذا الانفجار، فإذا ما أيد العملية أظهروه أمام العالم كطاغية يحب القتل فيفقد التعاطف العالمي معه، وإذا استنكرها أظهروه للفلسطينيين كمتخاذل ورافض للجهاد وهـو مـا يحدث فتنة بين مؤيديه ومن يتربص به من الخصوم. إلا أن الشيخ انتبه لمكـر اليهود فكان دقيقا حريصاً في تصريحه حيث قال لهم: «أنا حزين لأن سفك الدمـاء لـم ينته بعد»  ففهمها المحايدون أنه لا يحب القتل، أما أنصاره ومؤيدوه فقد فهموهـا أنـه حزيـن لأن فلسـطين لم تتحرر بعد وبالتالي هم مجبورون على قتل المحتلين وقد يفهمها المؤيدون بأنه حزين لاستمرار سفك دماء الفلسطينيين من قبل المحتلين.
شدة الذكاء وقوة الذاكرة
وأشار الكتاب إلى أن الصلة بالله والمداومة عليها سبيل لازم لتحقيق التقوى، ولقطف ثمار المعرفة والثقافة، وهو ما حصل من خلاله ياسين على العلم الوهبي، إضافة إلى أن شدة الذكاء وقوة الذاكرة التي أنعم بها على ياسين ساهمتا إلى حد كبير في ارتقاء مستواه الثقافي، وأوضح الكتاب أن بلوغ أقصى درجات الثقافة والمعرفة، يحتاج إلى كسب وجهد وصبر ومطالعة، وأن التذرع بالظروف والابتلاءات هو سبيل العاجزين، مستشهداً بأن أحمد ياسين لم يكن بوسعه أن يقلب صفحة كتاب وأنه كان يفعل ذلك بلسانه مع صعوبة ذلك كي يغتنم وقته، وتزيد علومه ومعارفه وهو ما يعكس قوة إرادته في ذلك.
كسب احترام الآخرين
وأشار الكتاب إلى أن ياسين لم يقنع بتحديد مصادر المعرفة، وإنما استفاد من مختلف تلك المصادر سواء البيت أو المدرسة أو الجامعة أو المسجد أو المعتقل وغيره، وسواء كانت وسائله في ذلك تقليدية أم حديثة كالإنترنت ووسائل الإعلام المختلفة، وأوضح الكتاب الذي تناول حياة أحمد ياسين أن اتساع دائرة الثقافة لديه وشمولها للثقافة الإسلامية واللغوية والتاريخية والاقتصادية والواقعية، مكنته من كسب احترام الآخرين، ومن قيادة حركته لأن الجميع فيهم رأوا فيه الرجل العالم العارف بالله الذي يبني رأيه على أسس متينة من الوعي والعلم والمعرفة، الأمر الذي يجعله جديراً أن نعده مجدداً للدعوة الإسلامية في فلسطين خلال القرن العشرين، مبيناً في الوقت ذاته أن ثقافة ياسين ووعيه جعلتا الشعب الفلسطيني ينجو من ويلات حرب أهلية يمكن لها أن تأتي على الأخضر واليابس، ولا تخدم إلا إسرائيل.

### مدرسة أحمد ياسين
افتتح رئيس الوزراء المقال إسماعيل هنية مدرسة أحمد ياسين الثانوية في رفح جنوب قطاع غزة، مشيراً إلى حق الشعب الفلسطيني أن يحيى حياة كريمة على أرضه التي احتلها الكيان الإسرائيلي وقام ببناء المستوطنات فيها على أساس الظلم والقهر والتي انهارت تحت صمود ومقاومة الشعب الفلسطيني. الافتتاح كان يوم الثلاثاء 22 نوفمبر عام 2011م غرب محافظة رفح بحضور وزير التربية والتعليم العالي أسامة المزيني ووزير شؤون الأسرى والمحررين عطا الله أبو السبح وعدد من الشخصيات الرسمية.
وقال هنية خلال الافتتاح: اليوم نقوم بإنشاء مشاريع حضارية كهذه المدرسة والتي تبني إنساناً فلسطينياً قادراً على حمل قضيته واستعادة حقوقه وإقامة دولته وعاصمتها القدس وعودة كل اللاجئين، مهنئاً أهالي رفح بالمدرسة، والتي من شأنها تعزيز روح الصمود والتحدي للاحتلال والحصار. وأضاف: المدرسة تحمل اسم قائد عظيم وعلم من أعلام الأمة الشيخ الإمام الشهيد أحمد ياسين"، مجدداً التزام الحكومة بالعمل على التخفيف عن أبناء الشعب الفلسطيني، وفي ختام الحفل الذي حضره وزير التربية والتعليم أسامة المزيني وشخصيات من رفح قام دولته بجولة في المدرسة.
وهنأ أهالي محافظة رفح عامة، وسكان منطقة المواصي خاصة بهذه المدرسة «التي تأتي لرفع معاناة سنوات طويلة عنهم، وجاءت بعد قصة طويلة مع المحتل والحصار الذي حرم شعبنا الدواء والغذاء ومواد البناء». وأكد هنية أن المدرسة التي تحمل اسم الشيخ أحمد ياسين هي نتاج مسؤولية الحكومة تجاه شعبها للتخفيف من معاناته ولإغاظة إسرائيل «الذي لا يرضيها أن تمتلئ غزة بمشاريع تنموية حضارية». وأشار المزيني إلى أن اختيار اسم الشيخ أحمد ياسين لهذه المدرسة لم يكن عشوائيًا، بل كان عن دراسة من أجل تخليد ذكرى هذا الرجل الذي كان أول المعلمين «فقد كان معلماً في حياته وفي كيفية استشهاده وفي سلوكه وكان معلماً على كرسيه المتحرك». وقدم الشكر الجزيل لكل من ساهم في إنشاء هذه المدرسة كاللجنة الشعبية السعودية والبنك الإسلامي للتنمية والإدارة العامة للأبنية والإدارة العامة للمشاريع، فيما قدم الشكر للإدارة العامة للأنشطة والإدارة العامة للعلاقات العامة الذين أشرفوا على هذا الافتتاح.

### سيارة أحمد ياسين
دخلت سيارة أحمد ياسين إلى قطاع غزة حيث كانت متوقفة في معبر رفح البرى منذ عام 1998م. وكانت السعودية قد دعت ياسين لأداء فريضة الحج عام 1998م وأهدته سيارة مجهزة لتنقلاته ثم أرسلت السيارة إليه للدخول إلى قطاع غزة إلا أن السلطات الإسرائيلية التي كانت تسيطر على المعبر الفلسطيني حينذاك رفضت إدخال السيارة. فظلت عالقة على معبر رفح منذ ذلك التاريخ حتى جرى إدخالها. حيث أرسلت السعودية عام 1998 السيارة المجهزة بأحدث الإمكانات للشيخ ياسين كهديةً له عقب خروجه من سجون إسرائيل فقد كانت السيارة من طراز جى.ام.سي وهي مجهزة باستراحة وسرير وكرسي متحرك لياسين.، وحديثاً أثناء إعادة الدفعة الأولى من السيارات المصرية المسروقة من غزة تناول مراسلو وكالات الأنباء والفضائيات موضوع سيارة ياسين الموجودة في الجانب المصري. وقال مسؤول فلسطيني: إذا أرادت السلطات المصرية تسليمها لنا فستكون ذكرى للشيخ وإذا أرادت الاحتفاظ بها كذكرى للشيخ فهذا فخر لنا. على الفور كان قرار السلطات المصرية بإدخال السيارة إلى غزة وتم التنسيق مع مسؤولي الحكومة الفلسطينية حيث تسلمها نجل الشيخ ياسين.

### المسلسل الدرامي
كشف محمد العنيزي المدير التنفيذي لشركة المها للإنتاج الفني أن الشركة انتهت من كتابة ثلاثين حلقة من مسلسل الشيخ المجاهد أحمد ياسين وتمت مراجعة النص مع أهل بيته. وقال الممثل السوري رشيد عساف الذي يجسد شخصية أحمد ياسين إن هذا المسلسل بعيد عن التزمت، ولن يؤلب الفلسطينيين على بعضهم. وأوضح أن شخصية أحمد ياسين كانت متصالحة مع جميع الجهات عكس ما نشهده في الوقت الراهن، حيث تم تحويل الساحة الفلسطينية إلى نزاع بين أطرافها السياسية. وعبر عساف عن إعجابه الشديد بفكرة المسلسل، وهو من تأليف محمد عوض وإخراج عبد الباري أبو الخير، إذ إنه عندما قرأ النص وجد فيه كثيراً من الدراما الإنسانية ذات الطابع الريفي المستند إلى الخلفية النضالية لأحمد ياسين.
ولفت عساف إلى العلاقة الشفافة التي كانت تجمع أحمد ياسين مع الأب عطا الله حنا ضمن حالة من الوطنية التي كانت سائدة في القدس، وجاء تكريسها في المسلسل بشكل واضح لأن الكنيسة مستهدفة مثلها مثل الجامع في فلسطين. وأكد عساف أن قبوله لهذه الشخصية جاء من إيمانه بأن المقاومة تعتبر الطريق الوحيد للسلام، مشيراً إلى أن تجسيد شخصيات نضالية في الدراما يعتبر ضرورة حتمية في ظل حالة العجز التي تعيشها الأمة العربية.

## حياته الشخصية
تزوج بحليمة ياسين عام 1961 التي توفيت في 23 يونيو 2020 عن عمر يناهز 76 عاما، وهي من أقارب الشيخ أحمد، وقد تُوفيت بمنزلها في مدينة غزة. ولهما 11 من الأبناء، منهم 8 إناث، و3 ذكور.

## وصلات خارجية
- أحمد ياسين على موقع أرشيف الشارخ.
- اليوم العالمي للشيخ أحمد ياسين
- أحمد ياسين من إسلام أون لاين
- من هو الشيخ أحمد ياسين؟ (من موقع BBC)
- صور للشيخ «أحمد ياسين» تنشر لأول مرة[وصلة مكسورة]
- الشيخ أحمد ياسين (من موقع الجزيرة نت)
- فلسطين همنا وليس التمثيل في مكتب الإرشاد، الجزيرة نت
- ياسين في ذاكرة الأمة: الدليل الياسيني، إسلام أون لاين، 30 مارس 2005

دراسات
- دراسة حول مساهمات أحمد ياسين في المجتمع موقع الزيتونة للدراسات.
- كيف ربى الشيخ أحمد ياسين أبناءه وأمته متابعة وإعداد القسم التربوي بموقع المسلم.

كتب عنه
- الشيخ أحمد ياسين حياته وجهاده من إعداد المركز الفلسطيني للإعلام.

برنامج شاهد علي العصر 1999 حركة حماس كما يراها أحمد ياسين
| - حلقة 1، 17 أبريل 1999م - حلقة 2، 24 أبريل 1999م - حلقة 3، 1 مايو 1999م - حلقة 4، 8 مايو 1999م | - حلقة 5، 15 مايو 1999م - حلقة 6، 22 مايو 1999م - حلقة 7، 29 مايو 1999م - حلقة 8، 5 يونيو 1999م |

برنامج بلا حدود
- مستقبل حركة حماس في ظل الظروف الراهنة، 13 أكتوبر 1999م
- الخلاف حول شهادة الشيخ أحمد ياسين، 9 يونيو 1999م

برنامج الشريعة والحياة:
- حماس والسلطة الفلسطينية وإسرائيل، 26 أبريل 1998م